# تقی‌کندی (اردبیل)
تقی کندی یک روستا در ایران است که در دهستان غربی واقع شده‌است. تقی کندی ۵۴ نفر جمعیت دارد.